# Oku-giumu
Gli Oku-giumu rivestono il ruolo dei veggenti nella società degli Andamanesi e, accanto agli anziani e alle persone efficienti, godono di una certa notorietà ('oku-giumu "colui che parla di sogni").
Gli oku-giumu sono uomini che, in seguito a qualche accadimento reale o immaginario o ad un sogno, stabiliscono contatti permanenti con gli spiriti (lau, secondo il dialetto delle tribù delle isole Andamane settentrionali). Acquistano una conoscenza eccezionale delle proprietà magiche delle cose e la usano per il bene della tribù per, ad esempio, guarire malattie o scongiurare i temporali. Per questo particolare prestigio gli oku-giumu sono ritenuti i membri della tribù più adatti per la narrazione dei miti degli Andamanesi.